# Cheilochromis euchilus
Cheilochromis là một chi cá nước ngọt trong họ Cá hoàng đế. Nó gồm một loài duy nhất Cheilochromis euchilus, cá môi dày Malawi, loài đặc hữu của Hồ Malawi ở Đông Phi, nơi nó ưa các khu vực gần bờ biển có đáy đầy đá. Loài này đạt chiều dài 35 cm. Nó cũng có thể được tìm thấy trong thị trường buôn bán cá cảnh.